# Kanton Le Havre-4
Kanton Le Havre-4 is een kanton van het Franse departement Seine-Maritime. Het kanton maakt deel uit van het arrondissement Le Havre. Het telde 35 464 inwoners in 2017.

## Gemeenten
Het kanton Le Havre-4 omvat een deel van de gemeente Le Havre.
Bij de herindeling van de kantons door het decreet van 27 februari 2014, met uitwerking op 22 maart 2015, werd het grondgebied aangepast.